# Heinrich Roggendorf
Heinrich Roggendorf (* 7. April 1926 in Wiesdorf; † 31. Januar 1988 in Köln) war ein deutscher Schriftsteller.

## Leben
Heinrich Roggendorf absolvierte eine Ausbildung zum Kaufmann und nahm als Angehöriger der Marine am Zweiten Weltkrieg teil. Später lebte er als freier Schriftsteller in Köln-Flittard. Sein literarisches Werk besteht aus Erzählungen, Gedichten, Theaterstücken und Hörspielen, außerdem Texte zu Kinderliedern und Libretti. Roggendorf, der in der katholischen Künstler-Union Köln engagiert war, erhielt 1973 den Kallendresser-Orden sowie 1976 ein Förderstipendium des Landes Rheinland-Pfalz.
Seine Grabstätte befindet sich auf dem Friedhof in Köln-Flittard (Flur 23). Roggendorf war mit der Tochter der Kölner Schriftstellerin Elisabeth Emundts-Draeger verheiratet.

## Werke
- Kuckucksnest, Ratingen 1957
- Missa ad pontes gratiae, Karlsruhe 1960
- Motive, Köln 1962
- Ele-Bele-Bei, Bremen 1965
- Kölnische Lese, Köln 1967
- Mittelterrasse, Köln 1970
- Durch Zeit und Landschaft, Köln 1971 (zusammen mit Willibald Kammermeier)
- Die Spieluhr gegen alle Not, Köln 1971
- Zeit vor Zielen, Köln 1972 (zusammen mit Hermann Josef Baum)
- Weihrauch über Rautenfeldern, Straubing 1975
- Zyklische Dichtungen, Köln 1975
- Wein und Wesen, Köln 1977 (zusammen mit Otto Ditscher)
- Fiebriger Morgen, Köln 1978
- Auch leichter Tau ist Niederschlag, Köln 1980
- Stammheimer Wallfahrt, Köln 1982
- Die Mosel fließt durch Bilder und Gedanken, Köln 1983
- Kölner Zyklen, Köln 1986

## Herausgeberschaft
- Der goldene Strom, Köln 1950